# Trealosio
Il trealosio  è un disaccaride che presenta un legame glicosidico (acetalico) 1α-1'α per condensazione tra due molecole di glucosio, diffuso in lieviti, funghi ed insetti. La sua alta concentrazione nei tessuti di alcuni organismi detti criptobionti, in particolare in quelli dei tardigradi, consente loro di sopravvivere in uno stato di "animazione sospesa" in condizioni di mancanza di acqua ed a temperature molto elevate.                                                                                                                                                                                                                                                                    In realtà alcuni recenti studi sulla resistenza alla disidratazione dei tardigrada, hanno messo in luce come il ruolo del trealosio sia del tutto marginale ai fini della sopravvivenza di queste creature e che invece la loro particolare resistenza alla disidratazione sia da imputare ad un particolare tipo di proteine dette TDPs (tardigrada disordered proteins). 
Questi organismi, una volta reidratati, riprendono il loro normale ciclo vitale, senza presentare alcun danno.
Recenti studi hanno accertato che il trealosio conferisce alle cellule umane, opportunamente trattate, la capacità di rimanere in vita, anche in assenza di acqua.
Questo disaccaride previene, inoltre, la degradazione chimica e fisica che si può verificare nelle forme di dosaggio dei farmaci. È stato anche osservato che la presenza di trealosio in soluzione fa aumentare la temperatura di denaturazione di proteine e ne inibisce la precipitazione.
Grazie a tali proprietà sono state utilizzate soluzioni contenenti trealosio per prolungare la conservazione di tessuti e di organi.